# Marktfolger
Marktfolger (englisch market follower) ist das Marktverhalten eines Anbieters, das in der Anpassung an das Verhalten eines Marktführers oder Marktpioniers besteht. 

## Allgemeines
Das Kompositum „Marktfolger“ besteht aus „Markt“ und „Folger“. Der Markt ist der ökonomische Ort, an dem Angebot und Nachfrage von Handelsobjekten zwecks Preisbildung stattfindet. Die Marktfolge dagegen bezieht sich auf die Reaktionen und Veränderungen, die als Ergebnis des Handels auf dem Markt auftreten und die Marktentwicklung beeinflussen.
Marktfolger gibt es auf allen Arten von Märkten, dem Güter-, Devisen-, Geld-, Kapital- oder Kreditmarkt. Marktfolger sind Unternehmen, die sich zeitlich nach einem Marktpionier Marktzutritt verschaffen. Marktpionier ist dasjenige Unternehmen, das sich am Ende der Entwicklungs- und Testphase mit der Markteinführung einen neuen Markt schafft.

## Strategien
Als Marktfolger werden Unternehmen bezeichnet, deren Geschäftsmodell darauf ausgerichtet ist, das Marktpotenzial ohne Anstrengungen zu nutzen. Sie können aus den Erfahrungen eines Marktführers (First Mover) lernen und sich an dessen Erfolg anhängen, indem sie Produkte oder Dienstleistungen imitieren oder sich mit gleichartigen Produkten an die Marktpreise anpassen. Ein Marktfolger kann sich deshalb als Preisanpasser verhalten. Marktfolger wählen die Niedrigpreisstrategie, um auf einen Marktführer Preisdruck auszuüben und Marktanteile zu erkämpfen. Ist der Marktpreis ein – nicht beeinflussbarer – Datenparameter, agiert der Marktfolger als Mengenanpasser.

## Arten
Marktfolger lassen sich in drei Arten einteilen:
- Kloner (von Klonen) kopieren eng ein Produkt, Vertriebswege oder Werbung eines Konkurrenten und wollen als Trittbrettfahrer vom Erfolg des Marktführers profitieren.
- Nachahmer kopieren ebenfalls das Produkt und schaffen ein Nachahmerprodukt, modifizieren jedoch Verpackung, Werbung, Preis oder andere Faktoren.
- Anpasser verbessern Produkte der Konkurrenz in wichtigen Details und suchen eigene Märkte, um einer Konfrontation mit dem Marktführer auszuweichen.

In sämtlichen Fällen sind die Produkte der Konkurrenz das Vorbild für die eigene Marktfolgerstrategie.

## Wirtschaftliche Aspekte
Im Stackelberg-Duopol gibt es eine eindeutige Rollenverteilung zwischen dem Marktführer und dem oder den Marktfolgern, wobei von letzteren keiner die Rolle der Marktführung übernimmt. Die Marktführerschaft ist legitimiert durch ein früheres Monopol (wie die Deutsche Telekom bis Dezember 1997), Technologieführerschaft (etwa Intel) oder Betriebsgröße/Marktanteil (etwa Amazon).
Marktfolger können Gewinnmaximierung betreiben, wenn es ihnen bei gegebener Ausbringung des Marktführers gelingt, eine Ausbringungsmenge zu produzieren, bei der die Grenzkosten dem Grenzerlös entsprechen. Erhöht Hal R. Varian zufolge der Marktfolger seine Ausbringung, so erhöht sich sein Umsatzerlös infolge des Mehrverkaufs zum Marktpreis. 
Der Marktfolger beschäftigt sich mit den Konsequenzen, die sich aus Volatilitäten der Marktpreise ergeben. Der Marktanalyse geht eine Zeitreihenanalyse aller Marktdaten voraus, auf deren Grundlage Entscheidungen getroffen werden. Dies trifft insbesondere für Finanzmärkte zu. So können an der Wertpapierbörse (Aktienmarkt, Rentenmarkt) Anleger anhand von Marktfolgeanalysen Verhaltensmuster erkennen und ihre Anlageentscheidungen hierauf aufbauen. Dazu gehören beispielsweise spekulative Anlagen, die darauf abzielen, Gewinnchancen aus kurzfristigen Gewinnmitnahmen zu realisieren, sowie strategische Investitionen, die längerfristige Börsentrends berücksichtigen.

## Abgrenzung
Marktfolge und das Nomen Agentis Marktfolger dürfen nicht verwechselt werden. Die Marktfolge ist eine Funktionstrennung von Vertrieb und Abwicklung, insbesondere in Kreditinstituten.